# Iveco Stralis
Iveco Stralis (укр. Івеко Страліс) — вантажні автомобілі, що виробляються компанією Iveco з 2002 року. В ієрархії Iveco займає проміжне положення між середньотоннажним Eurocargo і важким Trakker.
Модель в 2019 році була замінена на Iveco S-Way.

## Перше покоління (2002-2007)

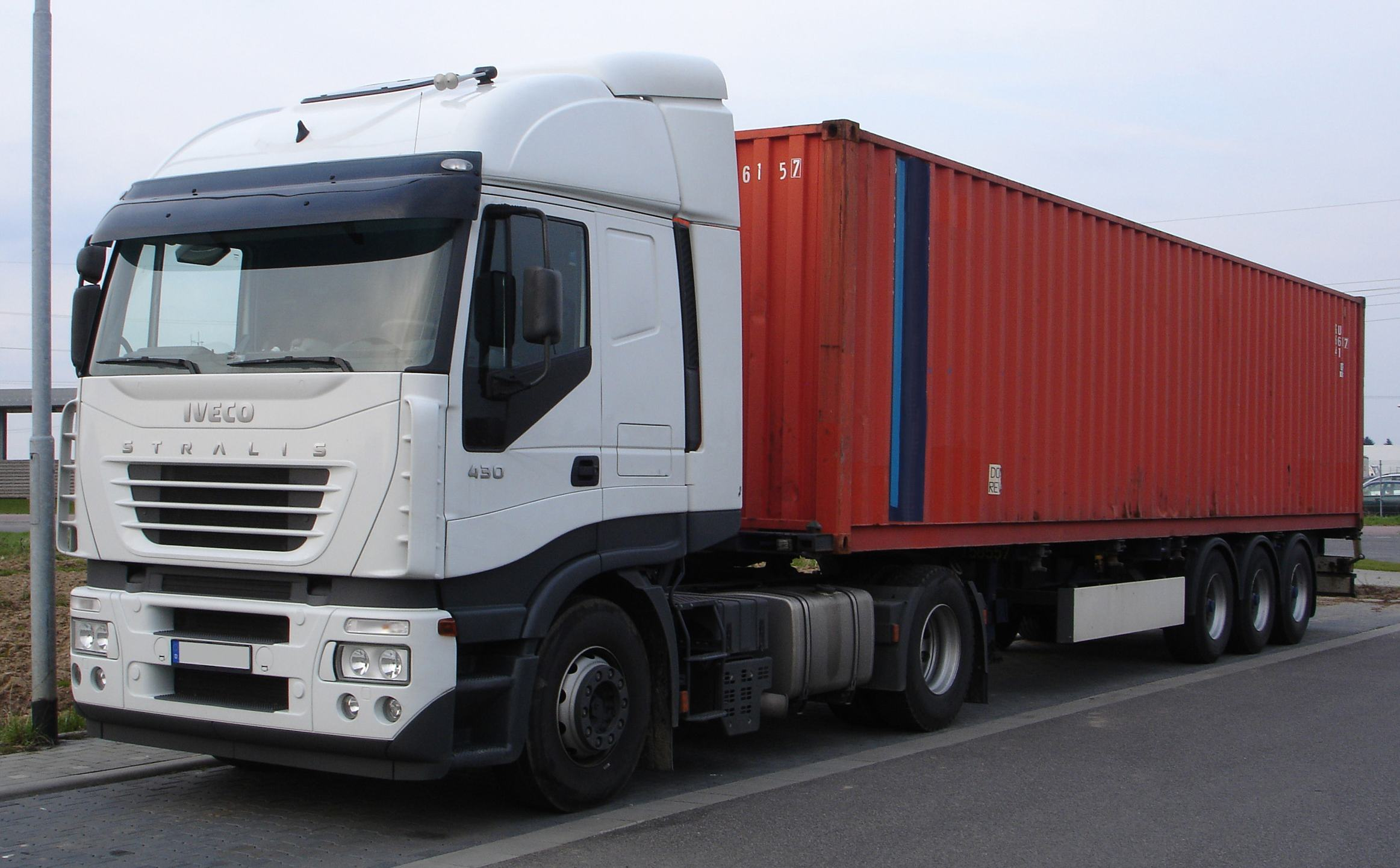
Iveco Stralis (2002-2007)

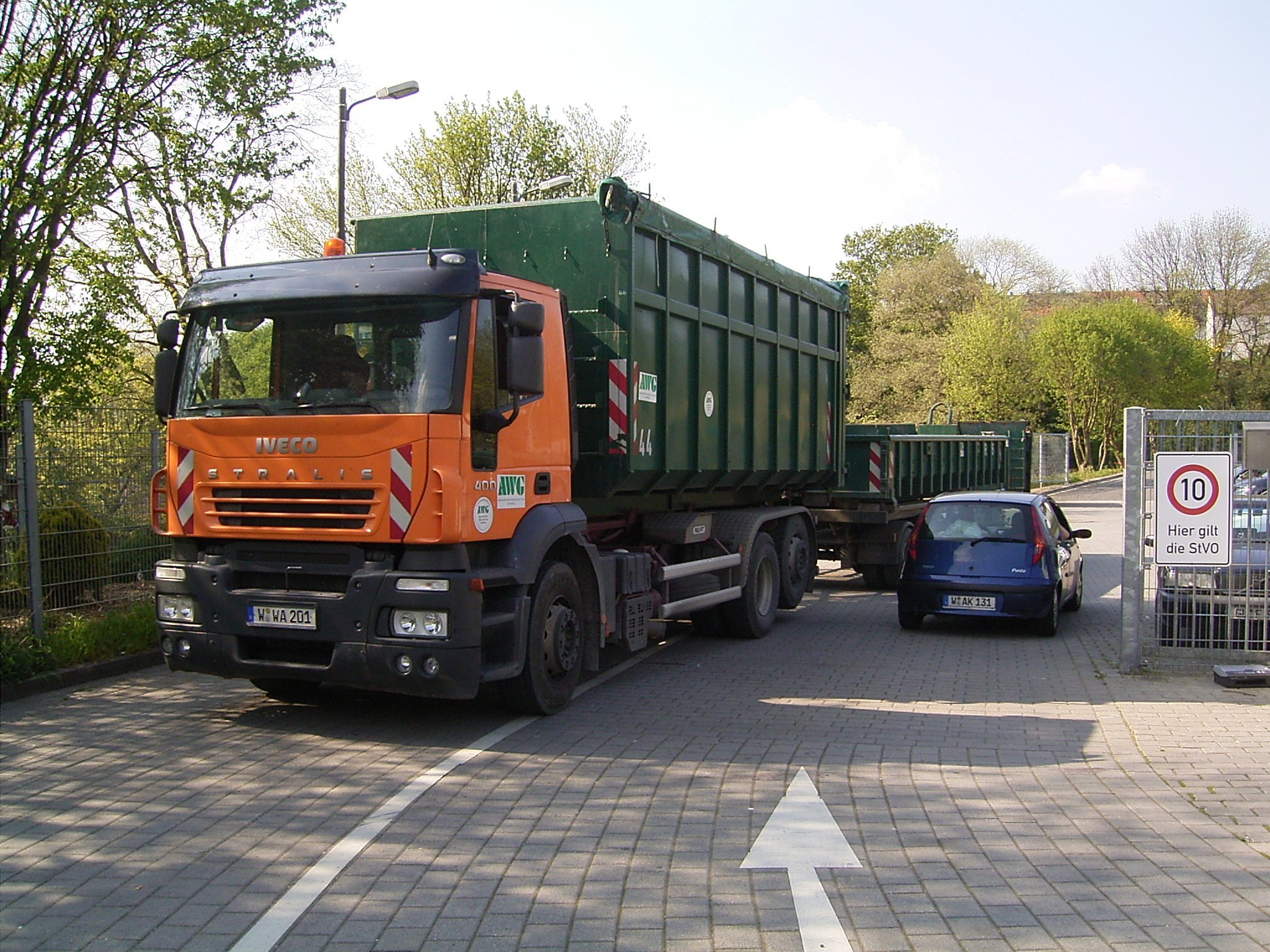
Iveco Stralis

Iveco Stralis з'явився в 2002 році, як єдиний наступник для тягачів Iveco - EuroStar і EuroTech. Stralis першим з магістральних тягачів отримав автоматичну коробку передач в стандартному оснащенні. Нова вантажівка була позитивно оцінена покупцями і критиками, Він був доступний з трьома різними кабінами: денна кабіна, спальна кабіна для далеких перевезень та спальна кабіна.
В 2003 році Stralis отримав престижну премію Truck of the Year.

### Двигуни
- Cursor 8, 7.8 л потужність: 200-265 кВт (310-360 к.с.)
- Cursor 10, 10.3 л потужність: 294-331 кВт (400-450 к.с.)
- Cursor 13, 12.9 л потужність: 353-412 кВт (480-560 к.с.)

## Друге покоління (2007-2012)

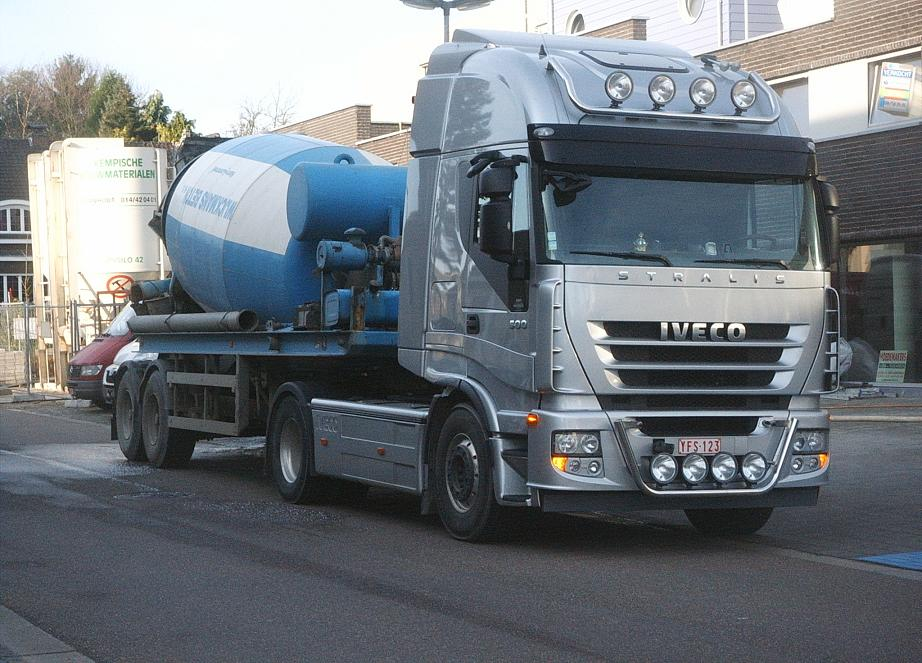
Iveco Stralis (2007-2012)

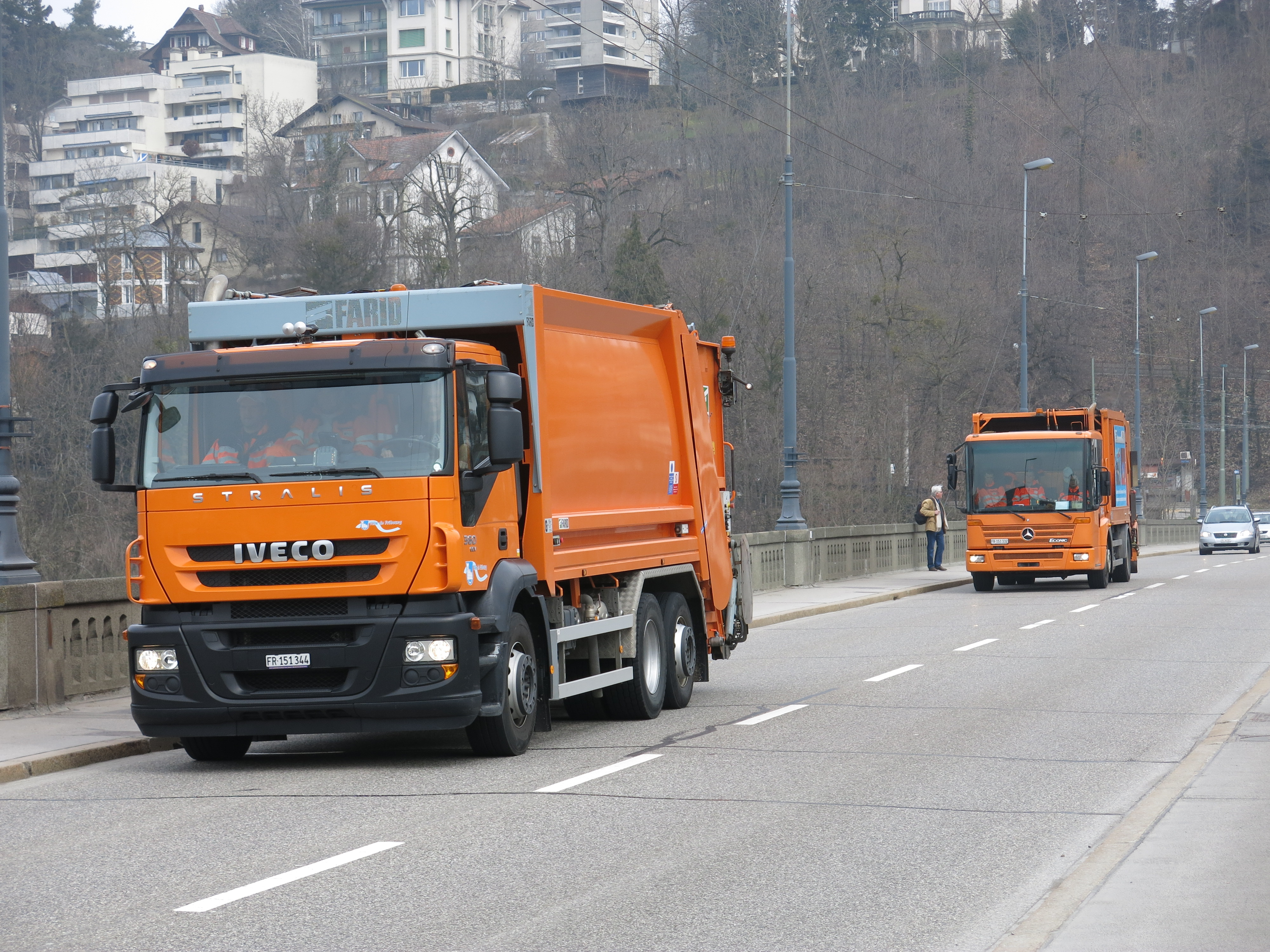
Iveco Stralis (2007-2012)

У 2007 році був проведений невеликий рестайлінг, в ході якого відбулися зміни у внутрішньому і зовнішньому оформленні кабіни, а також з'явився новий, найбільший варіант кабіни Active Space Cube.
Виготовляється Stralis в Мадриді.

### Технічні характкеристики
Найбільш популярні вантажні модифікації: сідловий тягач з напівпричепом, одиночна вантажівка, одиночна вантажівка + причіп на жорсткому зчепленні, максимально можлива сукупна маса для всіх варіантів становить 44 тонни. Всі модифікації комплектуються рядними шестициліндровими двигунами Cursor з турбонаддувом, потужністю від 310 до 560 к.с., додатково оснащених моторним гальмом.
Для Stralis існує кілька варіантів трансмісії:
- 9 ступінчаста механічна, виробництва ZF,
- 16 ступінчаста механічна, виробництва ZF,
- 12 ступінчаста автоматизована ZF EuroTronic,
- 6 ступінчаста автоматична Allison.

На даний момент всі вироблені Stralis відповідають стандарту Euro 5, що досягається за допомогою застосування системи SCR.
В залежності від колісної бази товщина лонжеронів рами може варіюватися від 6,7 мм до 7,7 мм. Варіанти колісної формули - 4x2 і 6x2. Гальма - дискові, вентильовані з системою АБС.
Типи кабін:
- AD (Active Day) - вузька кабіна без спальника з низьким дахом
- AT (Active Time) - кабіна оснащена спальним місцем, з низькою або високою дахом
- AS (Active Space) - найбільша кабіна, зі збільшеним внутрішнім об'ємом, для міжміських та міжнародних перевезень.

### Двигуни (Євро-4, Євро-5)
- Cursor 8, 7.8 л потужність: 228-265 кВт (310-360 к.с.)
- Cursor 8 CNG, 7.8 л потужність: 200-243 кВт (270-330 к.с.)
- Cursor 10, 10.3 л потужність: 309-331 кВт (420-450 к.с.)
- Cursor 13, 12.9 л потужність: 353-412 кВт (480-560 к.с.)

## Третє покоління (2012-2016)

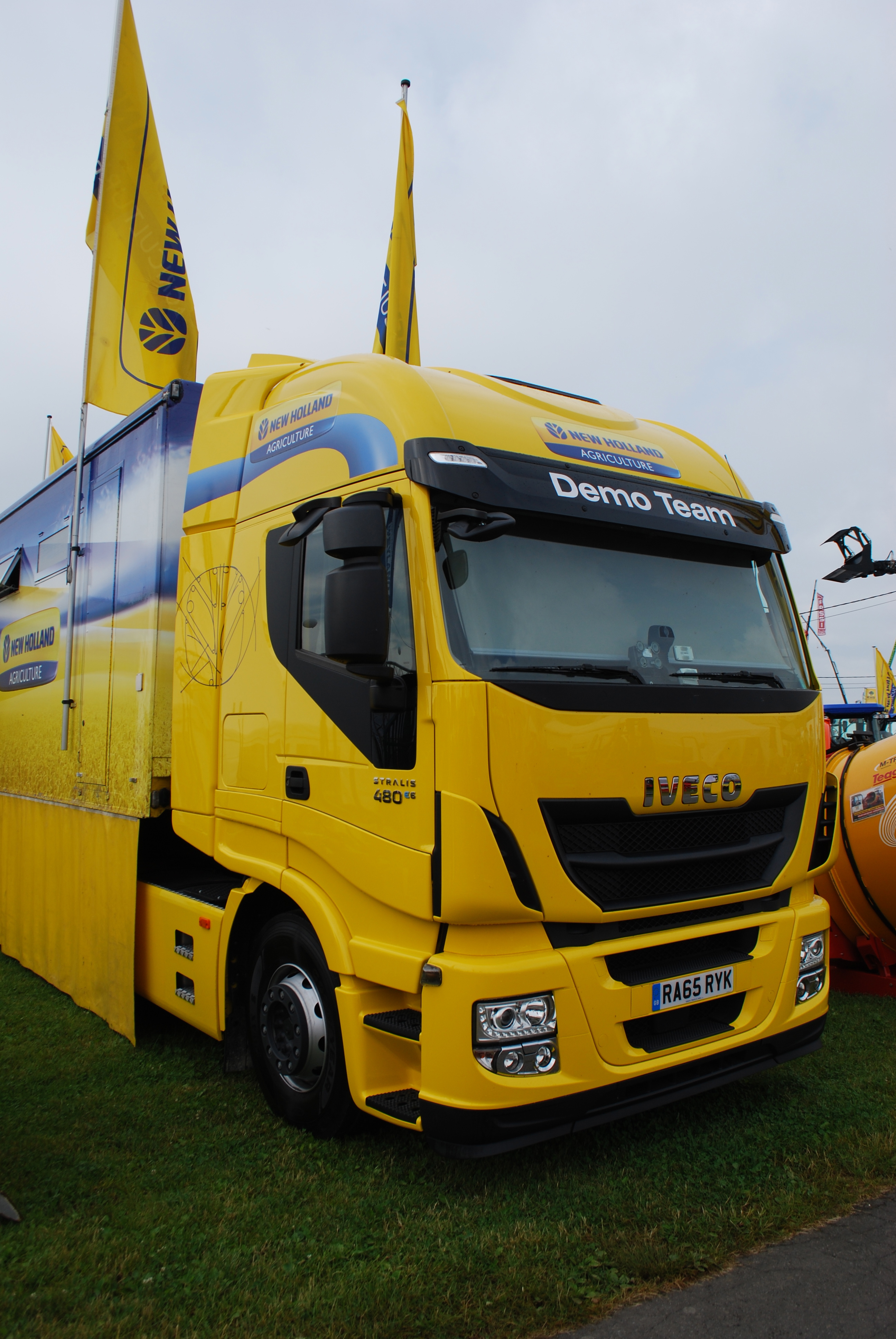
Iveco Stralis Hi-Way з кабіною Active Space

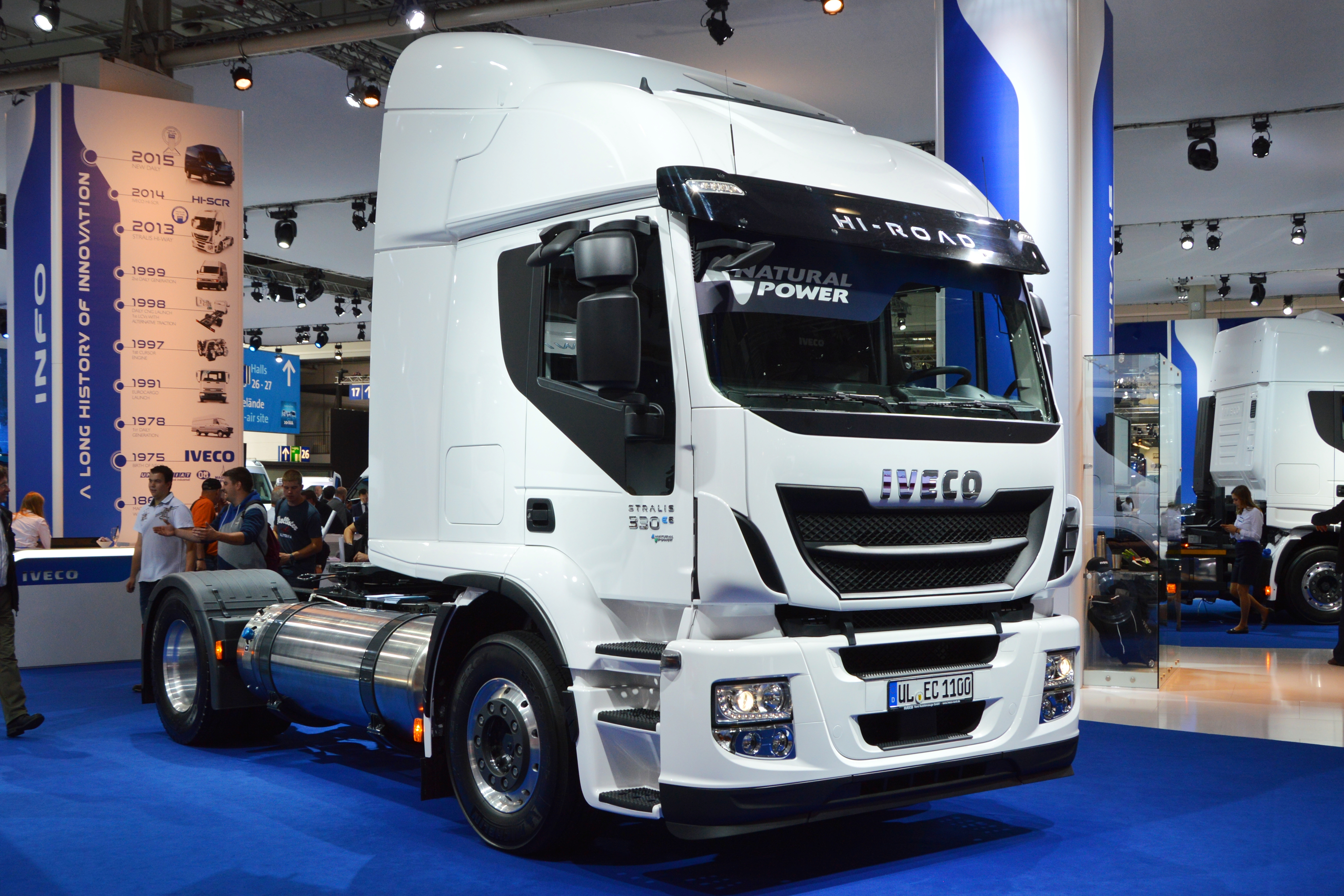
Iveco Stralis Hi-Road з кабіною Active Time

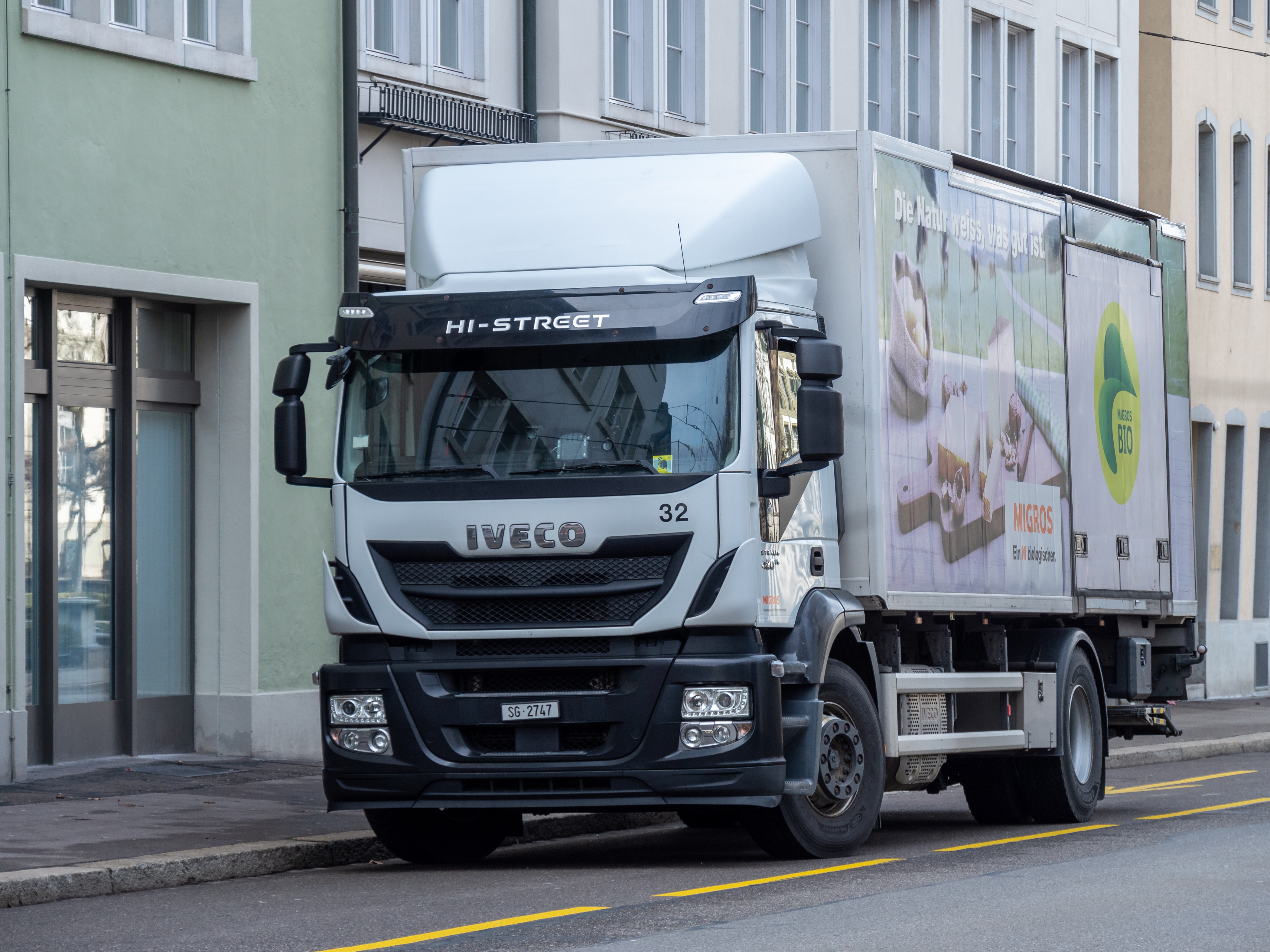
Iveco Stralis Hi-Street з кабіною Active Day

Компанія Iveco в 2012 році презентувала сідловий тягач Iveco Stralis Hi-Way. Вантажівка доступна з кабінами двох типорозмірів. Магістральні тягачі оснащуються спальною кабіною Hi-Way - шириною 2,5 м, з низьким (3,565 м) або високим дахом (3,783 м), а машини для регіональних і міських перевезень комплектуються звуженими до 2,3 м кабінами - Hi-Road і Hi-Street відповідно. Причому перша з них - спальна, яка може бути як з високим (3,565 мм, два спальних місця), так і з низьким дахом (2,985 м, одне спальне місце), а друга - виключно денна, низька (2,985 м).
У 2013 році Iveco Stralis Hi-Way отримав престижну премію Truck of the Year 2013.
Стара кабіна отримала нову решітку радіатора та бокові обтічники, оновлені фари зі світлодіодними смужками і ксеноновими лампами, і оновлений інтер'єр. Зовнішні зміни дозволили знизити коефіцієнт лобового опору на 3%. Ця модель отримає нові двигуни Cursor, що відповідають екологічним нормам Євро-5 або 6. 6-циліндрові двигуни Cursor FPT Industrial, що відповідають нормам Євро-5, запропонують з робочим об'ємом 8, 10 і 13 л потужністю від 310 до 560 к.с., а також 3 варіанти, які працюють на стиснутому газі CNG потужністю від 270 до 330 к.с. Двигуни, що відповідають нормам Євро-6, використовують систему Hi-eSCR (efficiency Selective Catalitic Reduction). У гаму увійдуть 9-, 11- і 13-літрові силові агрегати потужністю 310-560 к.с. Новий Stralis Hi-Way буде доступний з однією з 3-х видів трансмісій: 9 - або 16-ступінчаста механічна, автоматизована Eurotronic, і 6-ступінчаста автоматична Allison.
А ще вантажівки оснастять купою різноманітних систем, що дозволяють знизити витрату палива. Наприклад, Ecoswitch обмежить максимальну швидкість і оптимізує роботу трансмісії в залежності від повної маси автопоїзда. Ecofleet заборонить використання автоматичної коробки в ручному режимі, щоб уникнути помилок водія. TPMS - система стеження за тиском у шинах дозволить завжди бути в курсі тиску в кожному колесі і зменшити витрату покришок. А система Iveconnect - це новітній мультимедійний блок на передній панелі, що включає навігацію, систему моніторингу за станом систем вантажівки і систему корекції водійського стилю водіння. Stralis Hi-Way також оснащений широким набором засобів активної безпеки - EBS (Electronic Brake System) + BAS (Brake Assistant System), AEBS (Advance Emergency Braking System), ESP, сітсеми утримання на підйомах, LDWS (система контролю перетину розмітки), DAS (Driver Attention Support), ACC (Adaptive Cruise Control).

### Кабіни
| Назва     | Ширина  | Довжина | Внутрішня висота | Використання         |
| --------- | ------- | ------- | ---------------- | -------------------- |
| Hi-Way    | 2480 мм | 2215 мм | 1989 мм          | Міжміські маршрути   |
| Hi-Way    | 2480 мм | 2215 мм | 1516 мм          | Міжміські маршрути   |
| Hi-Road   | 2280 мм | 2100 мм | 1880 мм          | Регіональні маршрути |
| Hi-Road   | 2280 мм | 2100 мм | 1210 мм          | Регіональні маршрути |
| Hi-Street | 2280 мм | 1660 мм | 1210 мм          | Міські маршрути      |

### Двигуни (Євро-6)
- Cursor 9, 8.7 л потужність: 228-294 кВт (310-400 к.с.)
- Cursor 8 CNG, 7.8 л потужність: 200-243 кВт (270-330 к.с.)
- Cursor 11, 11.1 л потужність: 309-353 кВт (420-480 к.с.)
- Cursor 13, 12.9 л потужність: 375/420 кВт (510/570 к.с.)

## Четверте покоління (2016-2019)

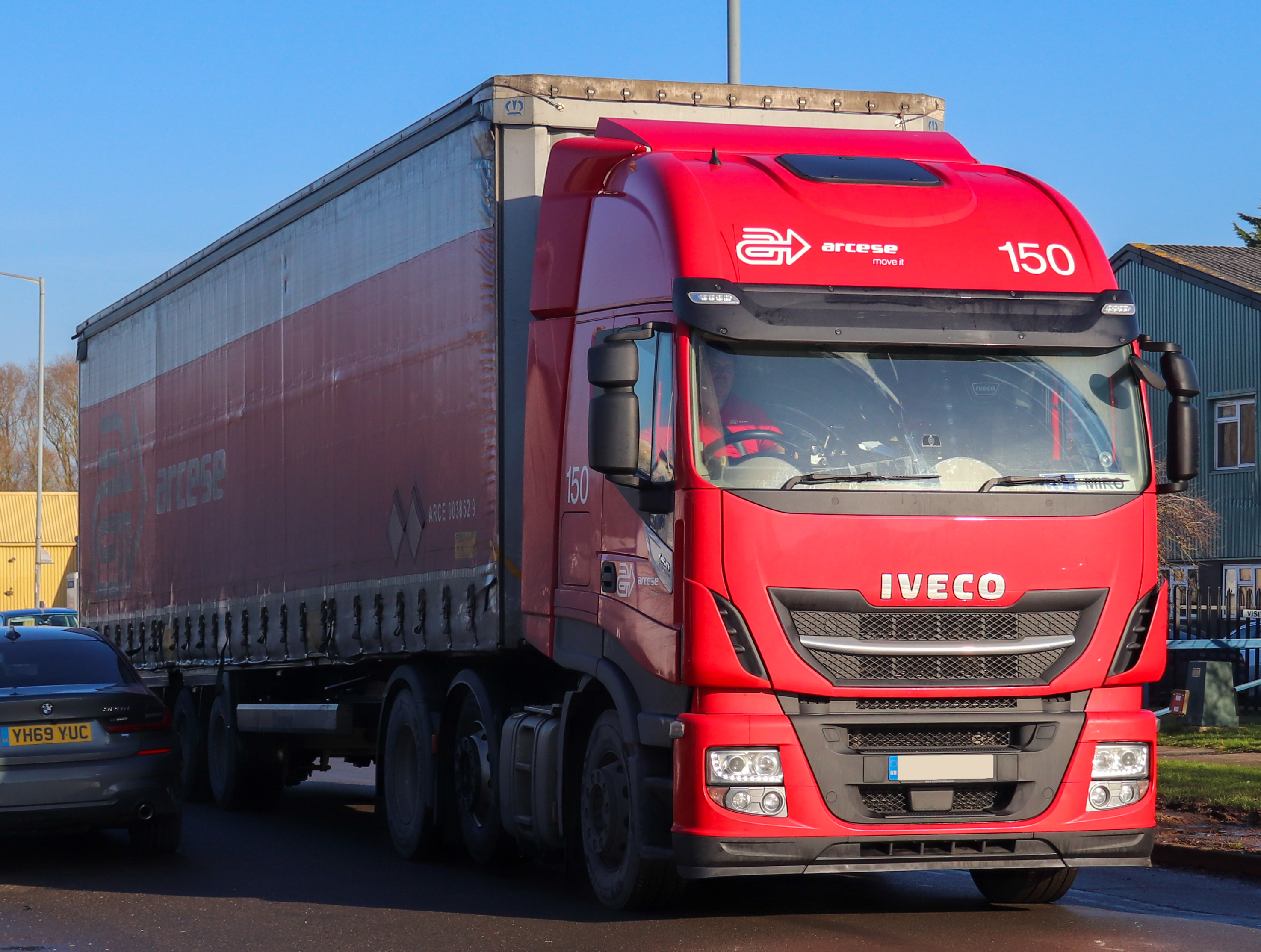
Iveco Stralis XP

В вересні 2016 року на автосалоні IAA в Ганновері представили новий магістральний тягач Iveco Stralis XP.
New Stralis XP витрачає на 11,2% менше палива, а сукупна вартість володіння ТСО (Total Cost of Operation) знижена на 5,6%. За даним показником - сукупної Вартість володіння машина є рекордсменом у своєму сегменті.
Вантажівка збудована на базі Iveco Stralis Hi-Way. Автомобіль отримав істотно доопрацьовану силову лінію, нові електричні та електронні системи, модернізований двигун з системою очищення випускних газів HI-SCR, систему предикативного круїз-контролю за допомогою GPS.
Крім того, модель оснащена новою 12-ступінчастою автоматизованою коробкою передач HI-TRONIX з функцією економічного руху EcoSwitch.
Тягач New Stralis доступний в двох варіантах 480XP - з двигуном потужністю в 480 к.с. і 570XP - з двигуном, що розвиває 570 к.с. Обидва оснащені системою рециркуляції випускних газів Smart EGR, яка використовує тільки 8% газів і дозволяє прискорити процес вприскування палива. Це не тільки знижує витрату палива, але і на 97% зменшує кількість викидів NOx.

### Stralis NP
У новий модельний ряд також увійшов тягач Iveco Stralis NP (Natural Power), двигун якого працює на природному газі. New Stralis NP це єдиний магістральний тягач на ринку, що працює на природному газі - стислому (CNG) або зрідженому (LNG). Революційний двигун розвиває 400 к.с. і 1700 Нм, що еквівалентно показниками дизельного аналога. Сукупна вартість володіння (Total Cost of Operation) знижена на 3%. Важливо, що паливний насос тут обходиться на 40% дешевше, ніж в дизельному варіанті. Пізніше з'явилася модифікація потужністю 460 к.с.

### Stralis X-WAY

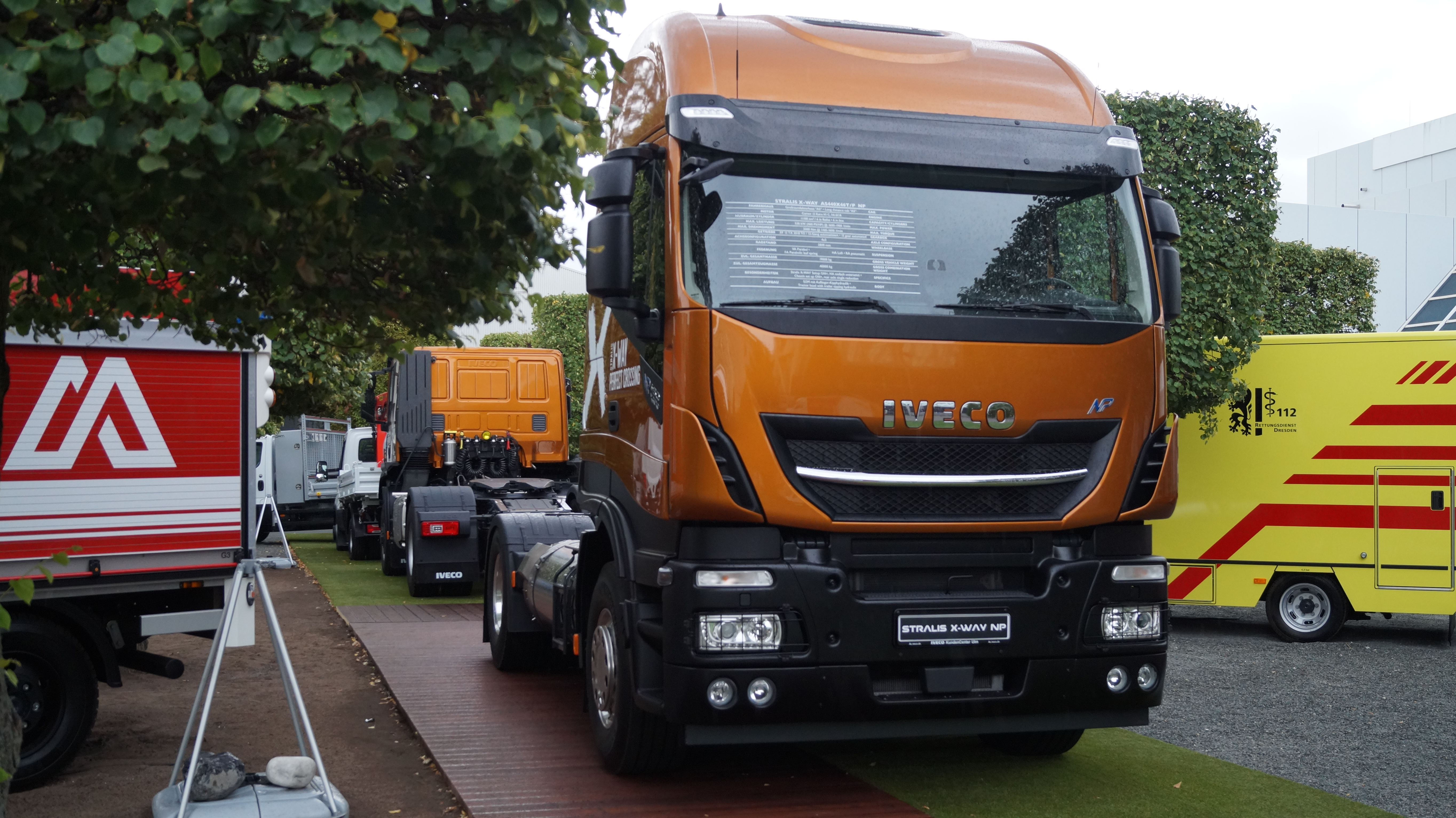
Iveco Stralis X-WAY

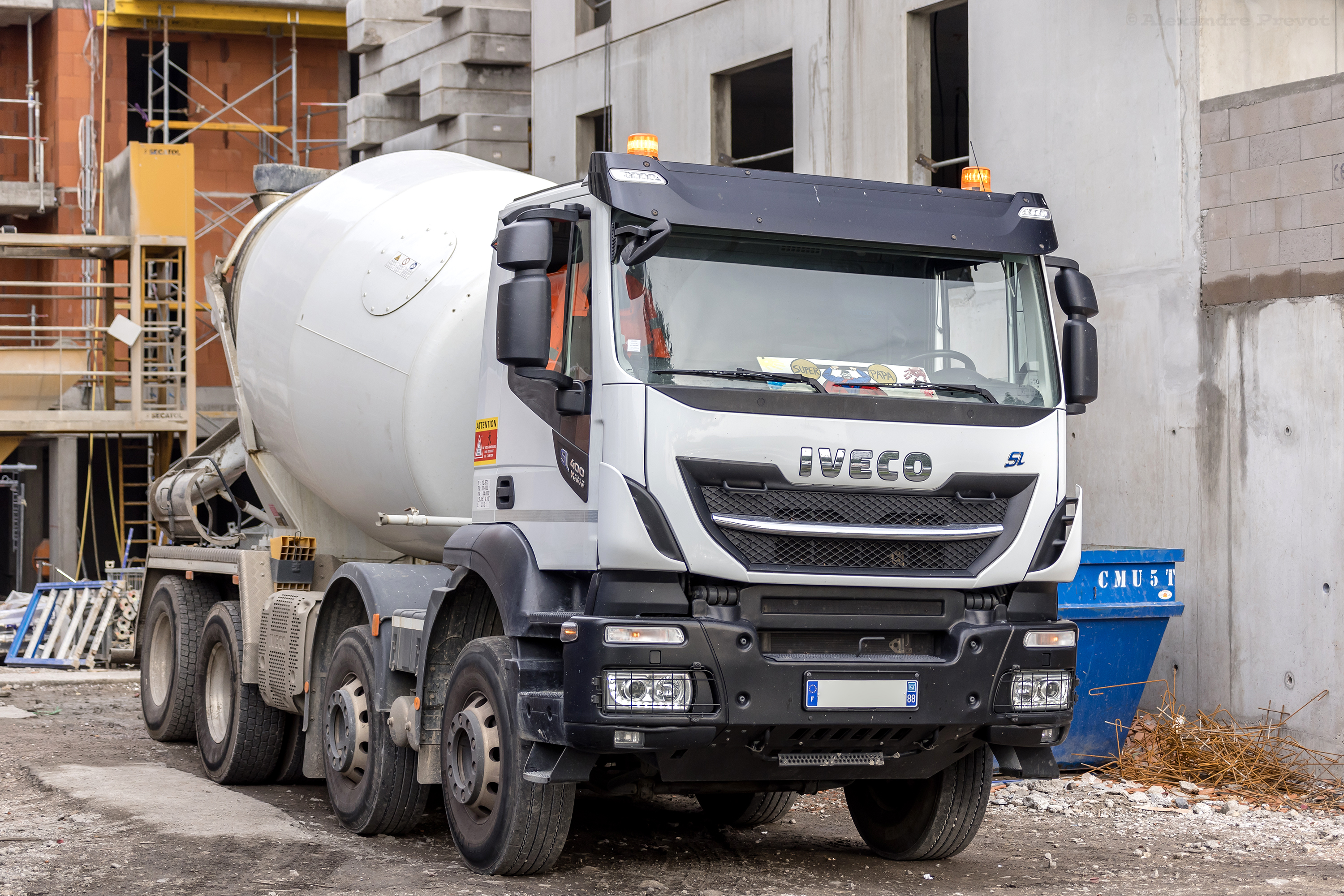
Iveco Stralis X-WAY SL 400

В 2017 році на заводі Iveco в Мадриді представлено нове будівельне шасі Stralis X-WAY. Компанія повідомила, що нова модель поєднує в собі надійне шасі моделі Trakker з економічністю і безпекою нового Stralis. X-WAY доступний з 9, 11 або 13-літровими двигунами, оснащеними технологією Hi-SCR. Завдяки таким сучасним системам, як HI-CRUISE і SMART Auxiliaries, вдалося знизити витрату палива на 11.2%.
Iveco Stralis X-WAY доступний з різними варіантами осей, підвісок, двигунів і трансмісій. В якості опції можна замовити гідростатичний повний привід Hi-Traction. Варіантів кабін теж кілька: коротка денна з низьким дахом AD (Active Day), зі спальним відсіком з низькою або середньої дахом AT (Active Time) і зі спальним відсіком і високим дахом AS (Active Space).

### Двигуни
Дизельні:
| Двигуни Iveco Stralis XP / Iveco Stralis X-WAY | Двигуни Iveco Stralis XP / Iveco Stralis X-WAY | Двигуни Iveco Stralis XP / Iveco Stralis X-WAY | Двигуни Iveco Stralis XP / Iveco Stralis X-WAY | Двигуни Iveco Stralis XP / Iveco Stralis X-WAY | Двигуни Iveco Stralis XP / Iveco Stralis X-WAY |
| ---------------------------------------------- | ---------------------------------------------- | ---------------------------------------------- | ---------------------------------------------- | ---------------------------------------------- | ---------------------------------------------- |
| Модель                                         | Циліндри                                       | Об'єм                                          | Потужність                                     | Крутний момент                                 |                                                |
| CURSOR 9                                       | І6                                             | 8,7 л                                          | 310 к.с. при 1675-2200 об/хв                   | 1300 Нм при 1100-1675 об/хв                    |                                                |
| CURSOR 9                                       | І6                                             | 8,7 л                                          | 330 к.с. при 1655-2200 об/хв                   | 1400 Нм при 1100-1655 об/хв                    |                                                |
| CURSOR 9                                       | І6                                             | 8,7 л                                          | 360 к.с. при 1530-2200 об/хв                   | 1650 Нм при 1200-1530 об/хв                    |                                                |
| CURSOR 9                                       | І6                                             | 8,7 л                                          | 400 к.с. при 1655-2200 об/хв                   | 1700 Нм при 1200-1655 об/хв                    |                                                |
| CURSOR 11                                      | І6                                             | 11,1 л                                         | 420 к.с. при 1475-1900 об/хв                   | 2000 Нм при 870-1475 об/хв                     |                                                |
| CURSOR 11                                      | І6                                             | 11,1 л                                         | 460 к.с. при 1500-1900 об/хв                   | 2150 Нм при 925-1500 об/хв                     |                                                |
| CURSOR 11                                      | І6                                             | 11,1 л                                         | 480 к.с. при 1465-1900 об/хв                   | 2300 Нм при 970-1465 об/хв                     |                                                |
| CURSOR 13                                      | І6                                             | 12,9 л                                         | 510 к.с. при 1560-1900 об/хв                   | 2300 Нм при 900-1560 об/хв                     |                                                |
| CURSOR 13                                      | І6                                             | 12,9 л                                         | 570 к.с. при 1605-1900 об/хв                   | 2500 Нм при 1000-1605 об/хв                    |                                                |

На природному газі - стислому (CNG) або зрідженому (LNG):
| Двигуни Iveco Stralis NP | Двигуни Iveco Stralis NP | Двигуни Iveco Stralis NP | Двигуни Iveco Stralis NP | Двигуни Iveco Stralis NP    | Двигуни Iveco Stralis NP |
| ------------------------ | ------------------------ | ------------------------ | ------------------------ | --------------------------- | ------------------------ |
| Модель                   | Циліндри                 | Об'єм                    | Потужність               | Крутний момент              |                          |
| CURSOR 8                 | І6                       | 7,8 л                    | 270 к.с. при 2000 об/хв  | 1100 Нм при 1100-1735 об/хв |                          |
| CURSOR 8                 | І6                       | 7,8 л                    | 300 к.с. при 2000 об/хв  | 1200 Нм при 1200-1760 об/хв |                          |
| CURSOR 8                 | І6                       | 7,8 л                    | 330 к.с. при 2000 об/хв  | 1300 Нм при 1200-1785 об/хв |                          |
| CURSOR 9                 | І6                       | 8,7 л                    | 400 к.с. при 2000 об/хв  | 1700 Нм при 1200-1575 об/хв |                          |
| CURSOR 13                | І6                       | 12,9 л                   | 460 к.с. при 2000 об/хв  | 1900 Нм при 1100-1600 об/хв |                          |

## Спорт

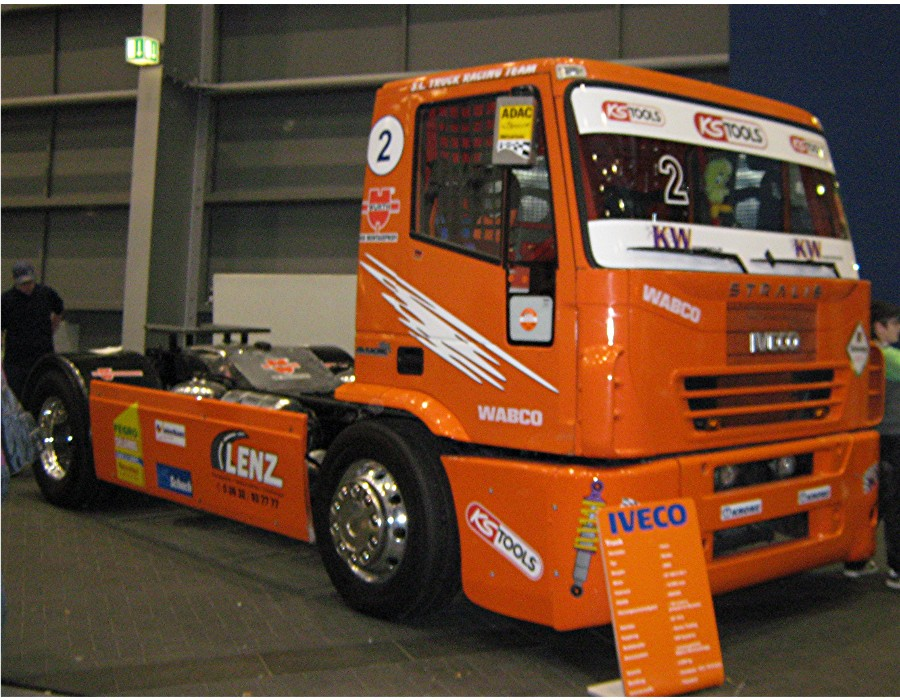

Крім того, Stralis використовувався для участі в гонках вантажівок, як у Formula Truck у Бразилії, так і в European Truck Racing Championship (ETRC). У 2018 та 2019 роках Йохен Ган виграв чемпіонат на Stralis.